# Portada/article setembre 11

## Guerra de Successió Espanyola
La Guerra de Successió Espanyola (1701-1713/1715) va ser un conflicte bèl·lic internacional, que, a més d'afectar el conjunt d'Europa, va incloure la Guerra de la reina Anna a l'Amèrica del Nord, com també accions de pirates i corsaris a les costes de l'Amèrica espanyola. En aquesta confrontació, a més de la successió a la corona hispànica, s'hi dirimia també la qüestió de l'equilibri de poder entre les diferents potències europees.